# Tobias Brunner
Tobias Brunner (getauft 23. August 1602; † um 1665) war ein deutscher Orgelbauer des Barock.

## Leben
Brunner wurde urkundlich am 23. August 1602 in Hormersdorf (Sachsen) getauft. Er ging bei dem Orgelbauer Gottfried Fritzsche in Ottensen in die Lehre. Als Geselle von Gottfried Fritzsche war er 1620 bis 1624 am Bau der Orgel für die Hauptkirche Beatae Mariae Virginis in Wolfenbüttel und 1629 an der Orgel in St. Maria Magdalena in Hamburg beteiligt.
Am 24. April 1631 heiratete er in Ottensen die Tochter seines Meisters, Sybilla, und um 1632 siedelte er nach Lunden über (gemäß dort vorliegenden Kirchenbüchern ließ er in Lunden 5 Kinder taufen) und unterhielt dort, vermutlich bis zu seinem Tod, eine Orgelbauwerkstatt.
Heute sind noch zwei Orgeln erhalten, welche Tobias Brunner gebaut hat. Die in der St.-Martins-Kirche in Tellingstedt aus dem Jahr 1642 ist die älteste bespielbare Orgel Schleswig-Holsteins. Eine zweite steht in der St.-Secundus-Kirche in Hennstedt (Schleswig-Holstein).
Brunner starb vermutlich um 1665.